# 長尾顯長
長尾顯長（日语：／，1556年—1621年3月30日）是日本戰國時代至江戶時代前期的武將。足利長尾氏當主。父親是由良成繁。

## 生平
在弘治2年（1556年）出生，家中三男。迎足利長尾氏長尾當長的女兒為正室，並繼承其家督。
天正10年（1582年），與長兄由良國繁一同仕於瀧川一益，之後從屬於後北條氏。天正13年（1585年），與鄰國的佐野氏當主佐野宗綱戰鬥，並將其殺死。天正18年（1590年），在豐臣秀吉發動的小田原征伐中，屬於北條方，在小田原城中死守。在北條氏滅亡後，所領被沒收，成為浪人。此後，仕於常陸國的佐竹義宣，之後再成為浪人。在元和7年2月8日（1621年3月30日）死去。享年65歲。

## 子孫
兒子宣景仕於土井利勝，擔任家老。

## 外部連結
- 武家家伝＿足利長尾氏 （页面存档备份，存于）
- 長尾家の宝刀「小豆長光」今どこに？　足利の長林寺に写真（1/2ページ） - 産経ニュース （页面存档备份，存于）